# Joško Čelan
Joško Čelan (Split, 1951.) je hrvatski novinar, publicist i filmski kritičar.

## Životopis
Joško Čelan rodio se je 1951. godine u Splitu. U Splitu je pohađao osnovnu školu, a za srednje školovanje izabrao je gimnaziju koju je također završio u Splitu. U Beogradu je studirao na Fakultetu političkih znanosti gdje je 1974. godine diplomirao novinarstvo. 
Radi u Slobodnoj Dalmaciji od 1972. godine. Od 1975. je godine do otkaza bio je filmskim kritičarem u Slobodnoj Dalmaciji i u tjedniku Slobodne Dalmacije, Nedjeljnoj Dalmaciji i izvješćivao je s velikih i malih filmskih festivala u inozemstvu. 1985. i 1986. godine uređivao je kulturnu rubriku u Slobodnoj Dalmaciji. Sredinom 1988. godine sukobio se s uređivačkom politikom Joška Kulušića, ondašnjeg glavnog urednika Slobodne Dalmacije. Početak tog sukoba je tekst Nadnica za strah koji je bio prva poimenička kritika Slobodana Miloševića u izdanju Slobodne Dalmacije od 17. srpnja 1988. godine; nakon toga Čelanu je zabranio niz tekstova od 20. kolovoza do 15. listopada 1988. godine. O Kulušićevoj je politici Čelan pisao u splitskom listu Omladinskoj iskri 1989. i 1990. godine te u Slobodnom tjedniku iz Zagreba 1991. godine. 28. siječnja 1991. godine dobio je otkaz u Slobodnoj Dalmaciji, koji je imao političku pozadinu. 26. veljače 1991. godine oružjem je izbačen iz Slobodne Dalmacije, o čemu je sutradan govorio na Radio Splitu.
Bio je urednik polutjednika Novo doba: glas hrvatske Dalmacije koji je izašao tek u nekoliko brojeva 1992. godine.
Te i sljedeće je godine radio za Večernji list, uglavnom honorarno kao ratni izvjestitelj i politički komentator. Kad je Slobodna Dalmacija privatizirana svibnja 1993. godine, vratio se u tu novinsku kuću, obnašajući dužnost zamjenika glavnog urednika tjednika Nedjeljna Dalmacija (od 1993. do 1994. godine). Poslije toga bio je komentator u Slobodnoj Dalmaciji (od 1994. do 1996. godine). Poslije se opet vratio u Nedjeljnu Dalmaciju u kojoj je od 1997. do 1998. godine pisao sociokulturnu kolumnu Vrijeme sporta i raznode. Istodobno, uz godinu više, komentirao je u Slobodnoj Dalmaciji i uređivao rubriku U zrcalu medija. Poslije je pisao političku kolumnu Poslije bitke (od 2000. do svibnja 2001. godine). 
Nakon trećesiječanjske smjene vlasti, Slobodna je Dalmacija nekoliko godina bila na udaru većine hrvatskih medija koji nisu bili u hrvatskim rukama, jer je cijelo vrijeme hrvatski pisala i razmišljala, kritično se odnoseći prema postupcima hrvatskih vlasti i inozemnih moćnika prema Hrvatskoj. Naposljetku je u čudnim okolnostima sličnim puču država preuzela Slobodnu Dalmaciju. Brojni poznati redoviti suradnici su u malo vremena nestali sa stranica, pojavljujući se tek povremeno, uređivačka koncepcija okrenula se naglavce, a Čelan se je našao nakon svibnja 2001. godine "na ledu". Nakon toga cijelo desetljeće bio je izložen medijskoj poruzi i mrcvarenju, vrijeđanju dostojanstva i njegovih prava, koju su na njega poveli samozvani ljevičari, a na to nije imao mogućnost odgovoriti zbog posvemašnje medijske blokade u Hrvatskoj. Polovicom 2012. godine potjeran je iz Slobodne Dalmacije u prijevremenu mirovinu, a jedan od glavnih razloga bila je njegova knjiga Spomenik izdaji.
Danas povremeno piše za Hrvatski tjednik.

## Djela
- Oklevetani narod/Hrvati u BiH, 1999. i 2000.
- Oteto zaboravu/ Domovinski rat na hrvatskome jugu, 2001.
- Trećejanuarska Hrvatska, 2002.
- Spomenik izdaji, 2008.

## Vanjske poveznice
- Joško Čelan Hrvati AMAC
- Verbum Joško Čelan